# 市川又彦
市川 又彦（いちかわ またひこ、1886年12月13日 - 1982年11月11日）は、日本の英文学者、早稲田大学名誉教授。

## 人物
東京市牛込に生まれる。1909年早大英文科卒。1910-1912年英国留学。1913年博文館に入り『英語世界』を編集。坪内逍遥に師事し、1926年早大講師、のち教授、1957年定年、立正大学教授、1976年退職。ジョージ・バーナード・ショーを主として研究・翻訳した。

## 著書
- 専門学校入試に出たイディオム 文信社書店、1927
- 笑う哲人バーナード・ショー 早稲田大学出版部 1975

## 翻訳
- 武器と人 シヨー 坪内逍遥共訳 早稲田大学出版部、1913
- シヨウ一幕物全集 世界文芸全集 第10編 新潮社、1922
- 人と超人(シヨウ) 近代劇大系、1923 のち岩波文庫
- 軍人礼讃 バアナアド・シヨオ 坪内逍遥共訳・鳩 ジヨン・ゴールスウオージー・毀れ物 ユーゼーヌ・ブリユー アルス  1924
- 聖ジョゥン 悪魔の弟子(ショウ) 世界文学全集 新潮社、1928)
- 鰥夫の家 バァナード・ショウ 岩波文庫、1929 「やもめの家」
- 分らぬもんですよ バァナード・ショウ 岩波文庫、1940
- カンディダ・ウォーレン夫人の職業 バァナード・ショウ 岩波文庫、1941
- デイヴィド・コパフィールド 全6冊 チャールズ・ディケンズ 1950-1952 (岩波文庫)
- 新しいお父さん(ディケンズ) イギリス小説選 中野好夫編 筑摩書房 1951 (中学生全集)
- アンドロクリーズと獅子 バーナド・ショー 1954 (角川文庫)
- 全訳イソップ物語 南雲堂 1954 (Phoenix library)

## 参考
- 清水義和「ショー・シェイクスピア・ワイルド移入史』文化書房博文社、1999